# 館山城
館山城（たてやまじょう）は、千葉県館山市館山にあった日本の城。館山市指定史跡。

## 概要
1580年（天正8年）、里見義頼によって館山城が築城された。天正19年6月から11月までの間にかけて、里見義康が岡本城から館山城へ移転をしてくる。湊を伴う城であったと指摘されている。その後、1614年（慶長19年）に里見氏は改易され、館山藩は取り潰しとなった。この際に館山城も廃城となり、破却された。後の1781年（天明元年）に、稲葉正明が館山藩主となって館山に入ったが城を再建することはなく、2代正武が城の麓に館山陣屋を構えて、そこを新たな政庁とした。

## 施設
1982年（昭和57年）､模擬天守が建設されるにあたり、城跡の発掘調査や里見氏に関する古文書調査が行われた｡模擬天守閣と同時に市立博物館が建設され､模擬天主閣で南総里見八犬伝を展示紹介し､市立博物館で里見氏を展示紹介している｡
周辺の緑地などは城山公園となり、市民の憩いの場ともなっている。また、サクラや紅葉の名所、鳥を見物できる施設もあり一つの観光名所ともなっている。頂上までは70メートルと低いため、気軽な散歩として利用する人も多い。
城下には、館山市立博物館本館がある。ほか、特産品の販売や飲食の提供、情報発信機能をあわせ持った施設（和風の売店）「里見茶屋」が2009年（平成21年）4月4日に開店した。

## 館山市立博物館

### 本館
- 開館時間：9時 - 17時
- 定休日：月曜と年末年始
- 観覧料：一般・高校生　400円　小・中学生　200円
- 1階の歴史展示室では安房国を拠点とした戦国大名里見氏に関連した資料や館山城遺構出土品、坂井翁作古墳出土の環頭・圭頭大刀、幕末海防資料など、館山を中心とした安房地方の歴史資料が展示されている。
- 2階の民俗展示室では安房地方の昔の民家を再現する形で、安房地方に関する民俗資料が展示されている。
- 日曜・祝日は甲冑の体験着用ができる。

### 分館 館山城八犬伝博物館
- 開館時間・定休日・観覧料は本館と共通。
- 「八犬伝博物館」と称し、南総里見八犬伝に関連した資料を展示している。

### 分館 渚の博物館
- 開館時間：9時 - 16時45分
- 観覧料：無料
- 2009年（平成21年）4月に千葉県立安房博物館から館山市へ施設と収蔵品が移譲され、交流拠点「“渚の駅”たてやま」内の一施設として2011年（平成23年）2月5日に開館した。
- 千葉県立安房博物館から引き継いだ収蔵品をもとに、房総の漁業に関連した資料を展示している。

## アクセス
- 館山城・市立博物館本館
  - 内房線（JR東日本）館山駅下車、東口からバスで「城山公園前」停留所下車、徒歩約5分
  - 富津館山道路 富浦ICから車で約20分
- 分館 渚の博物館
  - JR東日本内房線 館山駅下車、西口から徒歩約10分
  - 富津館山道路 富浦ICから車で約15分